# Буранов, Юрий Алексеевич
Ю́рий Алексе́евич Бура́нов (15 октября 1933, Надеждинск — 21 октября 2004, Москва) — советский и российский историк, доктор исторических наук (1983).

## Биография
После окончания школы поступил в Уральский государственный университет на исторический факультет. Был аспирантом у историка В. В. Адамова. В 1967 году защитил кандидатскую диссертацию «Промышленность и рабочие Урала в 1890—1917 гг. (по материалам Богословского горнозаводского округа)», работал доцентом кафедры истории СССР досоветского периода УрГУ.
В вышедшей в 1982 году монографии впервые дал комплексный анализ процесса акционирования уральской горнозаводской промышленности в пореформенный период. После получения за указанную книгу степени доктора исторических наук в академическом Институте экономики в Свердловске (1983) был приглашён в Москву на должность заведующего отделом Центра хранения и использования документов Института марксизма-ленинизма.
В 1991 году, работая в архиве В. И. Ленина, нашёл подлинные документы, доказывающие фальсификацию «завещания Ленина». Через два года опубликовал в Нью-Йорке монографию по этому вопросу, которая затем была несколько раз переиздана в разных странах мира. В 1992 году выступил с сомнениями в отношении авторства «Записки Юровского».
Опубликовал ряд книг и статей, посвящённых гибели царской семьи и других представителей династии Романовых (из них три книги вышли в соавторстве с историком В. М. Хрусталёвым). Впервые (совместно с Хрусталёвым) опубликовал материалы из следственного дела Н. А. Соколова, занимавшегося расследованием гибели царской семьи.
Последние исследования посвятил теме царских драгоценностей. C 2000 года создавал в Гохране Российской Федерации архивную базу по истории драгоценностей дома Романовых и золотого запаса Российской Империи. В 2003 году на выставке царских драгоценностей работы придворного ювелира В. А. Болина, проходившую в Швеции, был приглашён на встречу со шведской королевской четой.
В конце жизни страдал болезнью сердца.

## Сочинения
- Свердловск. Путеводитель-справочник / Сост. Ю. А. Буранов и И. М. Шакинко. — Свердловск: С-УКИ, 1963. — 318 с.
- Свердловск. Путеводитель-справочник / Сост. Ю. А. Буранов и И. М. Шакинко. — Свердловск: С-УКИ, 1966. — 270 с., ил.
- Промышленность и рабочие Урала в 1890—1917 гг. (по материалам Богословского округа). Дис. канд. ист. наук. — Свердловск, 1967.
- К вопросу о правительственной поддержке уральских заводчиков в конце XIX — начале XX вв. // Вопросы истории Урала. — Вып. 10. — Свердловск, 1970.
- Уралгидромаш / Б. А. Вахрамеев, Ю. А. Буранов. — Свердловск: Сред-Урал. кн. изд-во, 1972. — 280 с.
- [Буранов Ю. А., Пискунов В. А.] Свердловск. Экскурсии без экскурсовода. — Свердловск, 1973.
- Свердловск. Путеводитель-справочник / Сост. Ю. А. Буранов и др. — Свердловск: С-УКИ, 1973. — 308 с., ил.
- Свердловск. Путеводитель-справочник / Сост. Ю. А. Буранов и И. М. Шакинко. — 3-е изд., доп. и перераб. — Свердловск: С-УКИ, 1975. — 304 с., ил.
- Уральские горнозаводчики: легенды и действительность // Урал. — 1980. — № 9.
- Акционирование горнозаводской промышленности Урала (1861—1917). — М.: Наука, 1982. — 264 с.
- Промышленность и рабочий класс горнозаводского Урала в XVIII — начале XX вв. / Отв. ред. Ю. А. Буранов. — Свердловск, 1982. — 140 с.
- История Урала в период капитализма / Авт. колл. Ю. А. Буранов, Д. В. Гаврилов, А. В. Дмитриев и др. — М.: Наука, 1990. — 504 с., ил. ISBN 5-02-009464-1
- Буранов Ю., Хрусталев В. Похищение претендента. Неизвестный дневник Михаила Романова // Совершенно секретно. — 1990. — № 9.
- Буранов Ю., Хрусталев В. Голубая кровь. Тайное убийство великих князей // Совершенно секретно. — 1990. — № 12.
- Буранов Ю., Хрусталев В. Гибель императорского дома. 1917—1919 гг. — М.: Прогресс, 1992. — 352 с. ISBN 5-01-003661-4
- Buranov Ju., Chrustaljow W. Die Zarenmörder: Vernichtung einer Dynastie. Aufbau-Verlag, 1993. ISBN 3-351-02408-8
- Lenin’s Will: Falsified and Forbidden. Amherst, New York, Prometheus Books, 1994. 241 pp.: ill. ISBN 0-87975-886-4
- The Unknown Lenin: From the Secret Archive / Сост. с росс. стороны Ю. А. Буранов и И. Н. Селезнева. New Haven and London: Yale University Press, 1996. 204 pp. ISBN 0-300-06919-7
- Буранов Ю. А., Селезнева И. Воруют все… История о том, как в большевицком Гохране «хранилось» достояние республики // Родина. — 1997. — № 5.
- Буранов Ю. А., Хрусталев В. М. Убийцы царя. Уничтожение династии. — М.: ТЕРРА, 1997. — 400 с. ISBN 5-300-01287-4
- Buranov Ju., Chrustaljow W. Die Zarenmörder: Vernichtung einer Dynastie. Aufbau-Taschenbuch-Verlag, 1998. ISBN 3-746-68011-5
- Краткий анализ источниковой базы по проблеме «екатеринбургских останков» Архивная копия от 4 сентября 2016 на Wayback Machine // Радонеж. — 5 июня 1998. — № 9(74).
- Правда о Екатеринбургской трагедии / Под ред. Ю. А. Буранова. — М.: Русский Вестник, 1998. — 241 с.
- Buranov Ju., Chrustaljow W. Die Zarenmörder: Vernichtung einer Dynastie. Aufbau Taschenbuch Verlag, 1999. ISBN 3-351-02408-8
- Буранов Ю. А., Хрусталев В. М. Романовы: Уничтожение династии. — М.: Олма-Пресс, 2000. — 447 с. ISBN 5-224-01188-4
- Роль государства в развитии черной металлургии Урала (XVIII — начала XX вв.) // Развитие металлургического производства на Урале: Сб. докл. и сообщ. ист.-экон. секции Междунар. конгресса, посв. 300-летию металлургии Урала и России. — Екатеринбург: Академкнига, 2001. — 202 с.
- Распродажа // Родина. — 2001. — № 10.
- Знак соболя // Родина. — 2001. — № 11.
- Бриллиантовая комната // Родина. — 2003. — № 4.
- Загадка одной диадемы (недоступная ссылка) // Антикватория. — 2003. — № 2.
- «Если бы нашелся покупатель…» (О судьбе драгоценностей Дома Романовых) / Публ. Ю. Буранова и И. Селезневой // Источник. — 2003. — № 4.
- Колье великой княжны Анастасии (недоступная ссылка) // Антикватория. — 2003. — № 3.
- Камень российских императриц (недоступная ссылка) // Антикватория. — 2003. — № 5.

## Критика
- Полемика И. Ф. Плотникова с Ю. А. Бурановым о «Записке Юровского» Архивная копия от 21 сентября 2010 на Wayback Machine

## Награды и звания
- лауреат премии имени Н. К. Чупина (1982)[6][7]
- почётный член центра «Судьба Династии» (2002)[8]